# Romangia
La Romangia è una regione storica della Sardegna nordoccidentale, composta dai comuni di Sorso e Sennori, e da una piccola parte del territorio del comune di Sassari: Sorso è il centro più grande con 14 860 abitanti mentre Sennori posto più in alto rispetto al primo ne conta 7.298;
il territorio si espande dalla Marina di Sorso, quindi dal golfo dell'Asinara, fino ad arrivare ai 350 metri slm su cui è posta Sennori.

## Etimologia del nome
Il nome  Romangia è verosimilmente una derivazione di origine romana. Era infatti consuetudine dei romani definire i territori conquistati Romània di contro quelli in cui non riuscivano ad entrare Barbària (da cui Barbagia). La zona del sassarese specie quella che si sviluppa dall'antica Turris Lybissonis è molto ricca di resti risalenti a questo periodo e zone come Sorso e Sennori non fanno eccezione.

## Storia
La Romangia era un'antica curatoria del Giudicato di Torres. Il suo territorio era composto oltre che dai paesi soprannominati anche da antichi villaggi oggi non più esistenti e i cui territori fanno oggi parte dei comuni Sassari, Sorso, e Sennori che sono: Otheri, Gennor, Uruspe, Gerito, Taniga, Settepalme, Erti, Plaiano, Querqui, Domusnovas (da non confondere con il centro del Sud Sardegna), Soranna, Cleu e Tavera.
Alcuni di questi toponimi sono oggi ancora vivi, specie nelle zone che sono state inglobate dai tre centri che oggi costituiscono la Romangia e in alcuni cognomi molto diffusi come Cherchi (derivante da Querqui) e Tavera.
- Gerito, Uruspe e Gennor  sono ubicati nel comune di Sennori attualmente con notevole interesse archeologico.
- Plaiano, di cui oggi è ancora viva una chiesa nota come San Michele di Plaiano, si raggiunge attraverso la Buddi-Buddi, la strada che collega Sassari all'odierna Platamona e di conseguenza alla Marina di Sorso e a Sorso stessa.
- Taniga, nelle cui campagne sono presenti antichi resti, è oggi una località sita tra i comuni di Sassari, Sennori e Sorso in una zona che collega tramite la SS 200 e successivamente dal bivio per Sorso la SP 25, Sorso e Sassari. La parte posta nel comune di Sassari è nota anche con il nome di San Camillo, mentre la parte posta nel comune di Sennori Taniga Baldedda collega con una vecchia strada San Camillo a Sennori e la parte posta nel territorio di Sorso è denominata Taniga-Malafede e dista dal centro abitato 3,4 km circa.
- Settepalme anch'esso fu parte del comune di Sassari si è spopolato a causa delle operazioni militari che riguardarono la famiglia Doria  nel 1300.
- Querqui (Kerki) era sito invece nelle campagne tra Sassari e Porto Torres in zona Funtana de Cerchi e si è rapidamente spopolato nel XIV secolo.
- Geridu si trova lungo la strada provinciale 25 Sassari-Sorso a 2 km circa da quest'ultimo ed è di notevole interesse archeologico.
- Domusnovas e Cleu sono invece stati tra i primi a spopolarsi.

La Romangia e i suoi centri furono molto scossi dalle ribellioni dei Doria del XIV secolo, seguite poi dalle azioni militari aragonesi del 1420. Il territorio, molto danneggiato seguì le vicende di Sorso e Sennori fino al riscatto al dei feudi.

## Vino
Con l'atto normativo pubblicato sulla Gazzetta Ufficiale della Repubblica Italiana n. 259 del 06.11.1995 la Romangia ha ricevuto il riconoscimento ad indicazione geografica tipica (IGT) ora divenuto indicazione geografica protetta (IGP).
La Romangia ed in particolare i comuni di Sorso - Sennori già nel 1972 avevano avuto riconoscimento enoico con l'istituzione della denominazione di origine controllata (DOC) del Moscato di Sorso Sennori d.o.c. (DPR 21.07.72, pubblicato nella Gazzetta Ufficiale della Repubblica Italiana n. 248 del 21.09.72). È una zona vitivinicola della Sardegna conosciuta per la produzione di vini ad alta gradazione alcolica. Le maggiori uve coltivate sono il Cannonau, il Vermentino, il Pascale, la Monica e lo Zirone. Il Cannonau in Romangia ha un proprio nome specifico: Retagliadu Nieddu. La Cantina Sociale di Sorso Sennori il 13 gennaio 1959 ha depositato presso l'Ufficio Italiano Marchi e Brevetti una delle prime etichette di Cannonau in Sardegna.

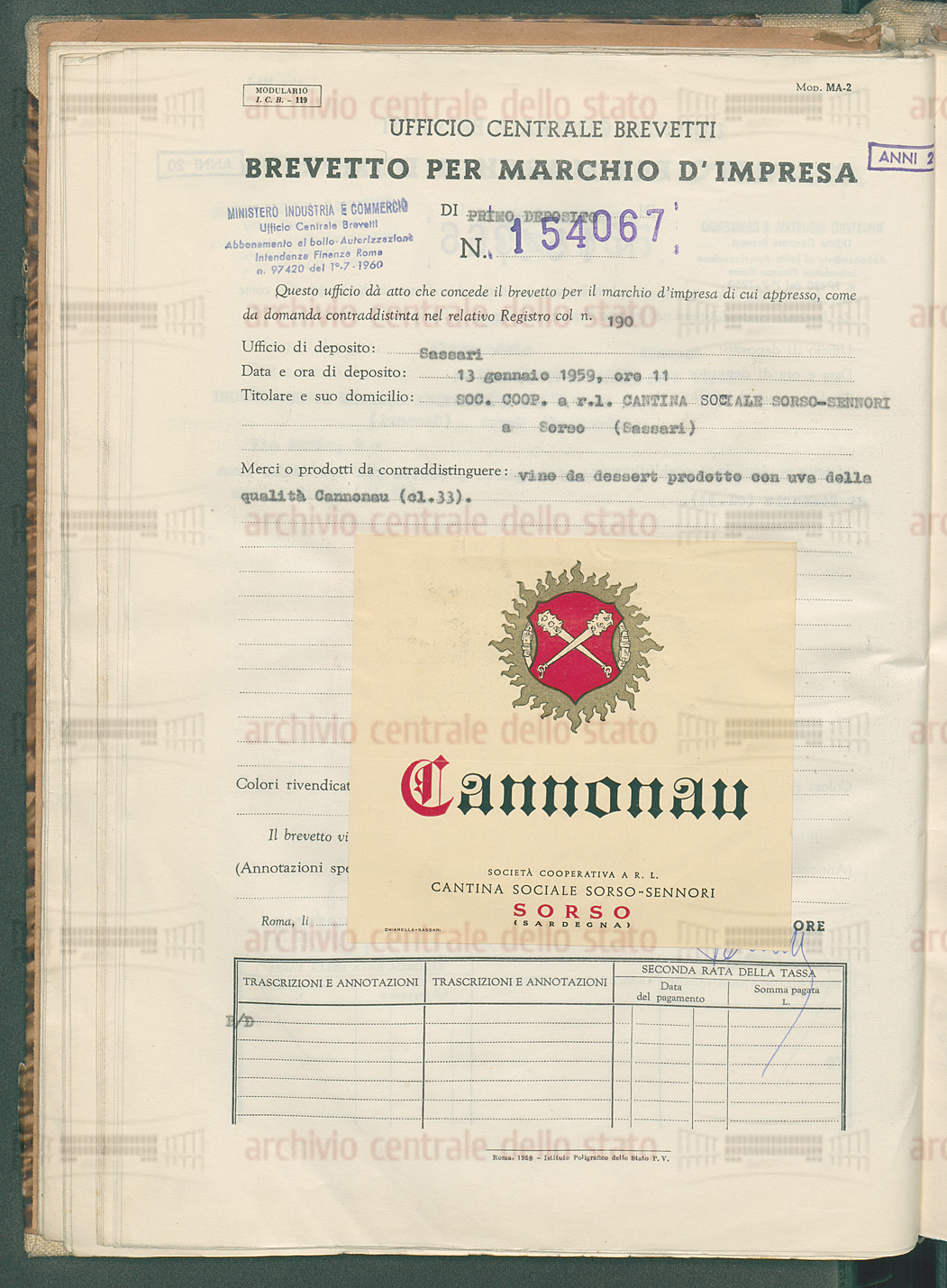
Marchio di Impresa del Cannonau

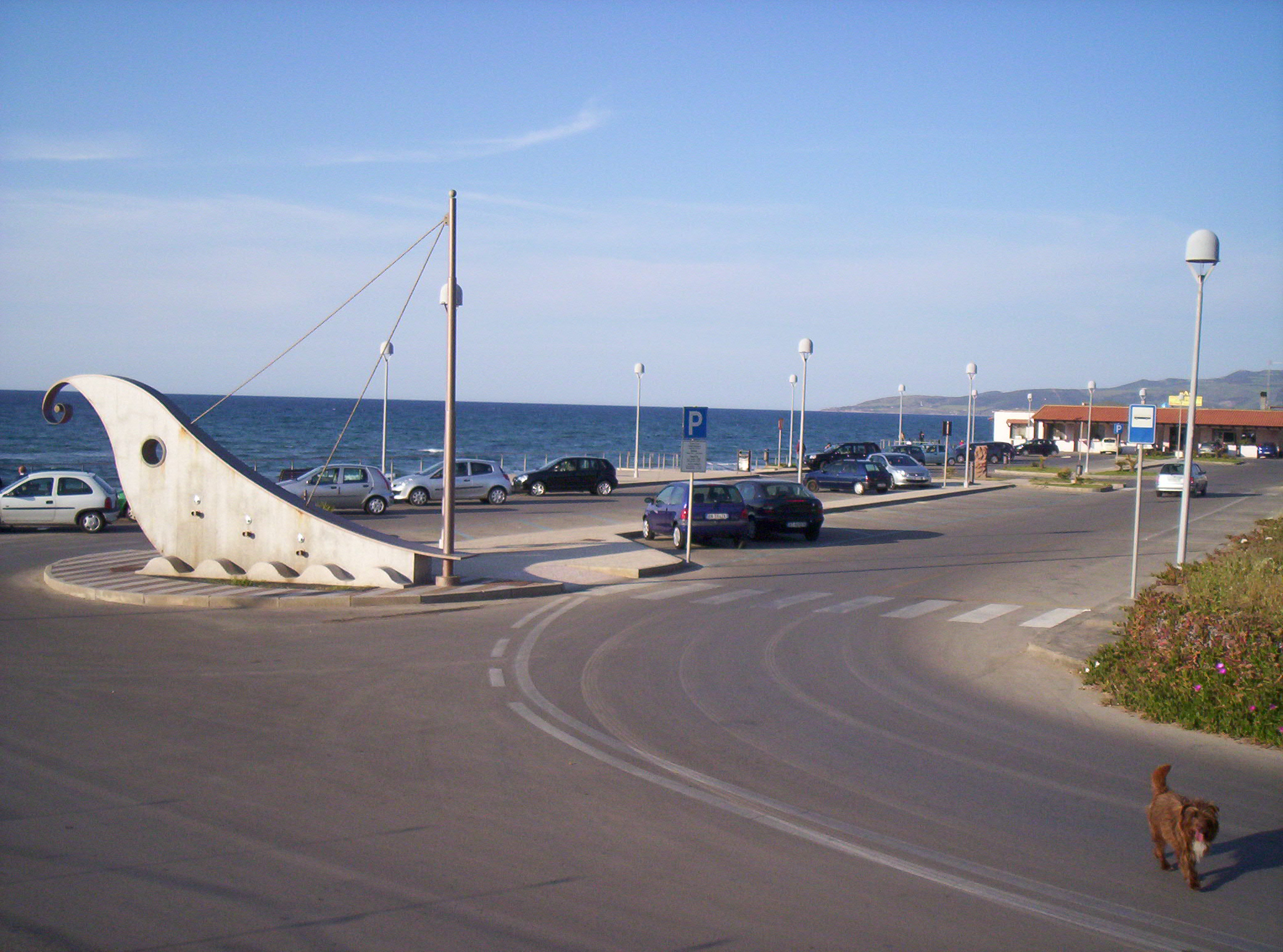
Scorcio della Marina di Sorso